# 住吉屋
住吉屋（すみよしや）は、福島県いわき市の旅館・仕出し屋。2005年に廃業した。

## 歴史
開業は1890年（明治23年）。開業当初は旅館。1897年（明治30年）に常磐線が開通し、近隣に平駅（1994年、いわき駅に改称）ができたことをきっかけに駅弁の販売も行うこととなった。屋号の由来は、創業者が大阪市住吉出身であることによる（「東日本駅弁百科」より）。
その後、旅館は1995年（平成7年）より休業。また、再開発によって立ち退かなければならなくなったことから、駅弁業者としても2005年5月31日で廃業。
「うにめし」はいわき市を代表する有名な駅弁であったことから惜しむ声が強く、水戸駅の駅弁業者である鈴木屋が製造を引き継ぐことが決まった。また、いわき駅では、水戸駅および日立駅の駅弁もあわせて販売されることになった。
いわき駅では住吉屋廃業後、2005年6月1日より水戸駅で営業している鈴木屋、芝田屋と、日立駅で営業している海華軒の3社で駅弁を共同販売していたが、販売の伸び悩みと輸送コストがかかりすぎることから、2007年6月30日をもって3社とも2年1か月でいわき駅での駅弁販売を撤退した。同時に住吉屋から継承した「うにめし」も消滅してしまった。2007年7月1日からはNREの駅弁（東京駅・新宿駅・大宮駅・成田空港駅と全く同じ駅弁）・メヒコの「いわきカニピラフ弁当」「いわきウニピラフ弁当」「いわきカニ・ウニ欲張りピラフ弁当」・いわき市内で運営する小名浜美食ホテルの「浜街道 潮目の駅弁」を販売している。

## 代表的な駅弁
- うにめし - うにをそぼろ風にしてごはんに載せたもの。
- ミニうにめし - うにめしの少量版。
- いわき七浜 - 幕の内。
- いわき弁当
- SL弁当あぶくま号
- 貝焼弁当